# Sabine Spitz
Sabine Spitz (Bad Säckingen, Baden-Württemberg, 27 de desembre de 1971) és una ciclista alemanya que ha competit en ciclocròs, en carretera i especialment en ciclisme de muntanya en la modalitat de camp a través i en la de marató.
En aquest Ha participat en cinc edicions dels Jocs Olímpics, guanyant tres medalles, una d'elles d'or al 2008. També ha obtingut campionats del món i d'Europa en Camp a través i en Marató.

## Palmarès en ciclisme de muntanya
- 2001
  -  Campiona d'Alemanya en Camp a través
- 2002
  -  Campiona d'Alemanya en Camp a través
- 2003
  -  Campiona del món en Camp a través
  -  Campiona d'Alemanya en Camp a través
- 2004
  -  Medalla de bronze als Jocs Olímpics del 2004 en Camp a través
  -  Campiona d'Alemanya en Camp a través
- 2005
  -  Campiona d'Alemanya en Camp a través
- 2006
  -  Campiona d'Alemanya en Camp a través
- 2007
  -  Campiona d'Europa en Camp a través
  -  Campiona d'Europa en Marató
- 2008
  -  Medalla d'or als Jocs Olímpics del 2008 en Camp a través
  -  Campiona d'Europa en Camp a través
  -  Campiona d'Alemanya en Camp a través
- 2009
  -  Campiona del món en Marató
  -  Campiona d'Alemanya en Camp a través
- 2010
  -  Campiona d'Alemanya en Camp a través
- 2011
  -  Campiona d'Alemanya en Camp a través
- 2012
  -  Medalla de plata als Jocs Olímpics del 2012 en Camp a través
  -  Campiona d'Alemanya en Camp a través
- 2013
  -  Campiona d'Alemanya en Camp a través
- 2015
  -  Campiona d'Europa en Marató
- 2016
  -  Campiona d'Alemanya en Camp a través
- 2017
  -  Campiona d'Alemanya en Camp a través